# La Belle Revanche (film, 1922)
Pour les articles homonymes, voir La Belle Revanche.

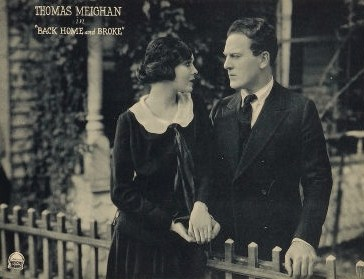
Thomas Meighan et Lila Lee dans une scène du film.

La Belle Revanche (Back Home and Broke) est un film américain réalisé par Alfred E. Green et sorti en 1922. Il fait partie d'une sélection des meilleurs films de 1922/1923.

## Synopsis
Lorsque le père de Tom Redding meurt, il s'avère qu'au lieu d'être l'un des citoyens les plus riches de la ville de Bradford, il n'a laissé que des dettes. Tom et sa mère sont obligés de quitter leur maison et d'emménager dans une maison plus petite. Même l'usine que possédait son père tombe entre les mains des créanciers, et Olivia Hornby, la fiancée de Tom, le congédie. Seule Mary Thorne, l'ancienne secrétaire de son père, reste fidèle à Tom et à sa mère. En dernier recours, Tom décide d'aller à l'ouest pour essayer de développer un puits de pétrole dans lequel le père de Ton avait investi de l'argent.

## Fiche technique
- Titre original : Back Home and Broke
- Réalisation : Alfred E. Green
- Scénario : George Ade, J. Clarkson Miller
- Production : Famous Players-Lasky
- Distribution : Paramount pictures
- Photographie : Henry Cronjager
- Durée : 80 minutes
- Date de sortie :
  - États-Unis : 24 décembre 1922

## Distribution
- Thomas Meighan : Tom Redding
- Lila Lee : Mary Thorne
- Frederick Burton : Otis Grimley
- Cyril Ring	: Eustace Grimley
- Charles S. Abbe : H.H. Hornby
- Florence Dixon : Olivia Hornby
- Gertrude Quinlan : Aggie Twaddle
- Richard Carlyle : John Thorne
- Maude Turner Gordon : Mrs. Redding
- Larry Wheat : Billy Andrews
- Ned Burton : Horace Beemer
- James Marlowe : Policier
- Eddie Borden : Collector